# Cimetière militaire allemand de Belleau
Le cimetière militaire allemand de Belleau est un cimetière militaire datant de la Première Guerre mondiale situé entre les communes de Belleau et Torcy-en-Valois, dans le département de l'Aisne.

## Historique
Le cimetière militaire allemand de Belleau a été créé par la France, en mars 1922, on y a rassemble les dépouilles de soldats provenant de 123 lieux différents situés entre le Chemin des Dames et la Marne. 
Près de 70 hommes inhumés dans la nécropole furent tués en septembre-octobre 1914 et au cours des premiers combats au Chemin des Dames. Mais la plupart des tombes sont celles de soldats tués en 1918 au cours de la Bataille du Kaiser et l'Offensive des Cent-Jours.

## Description

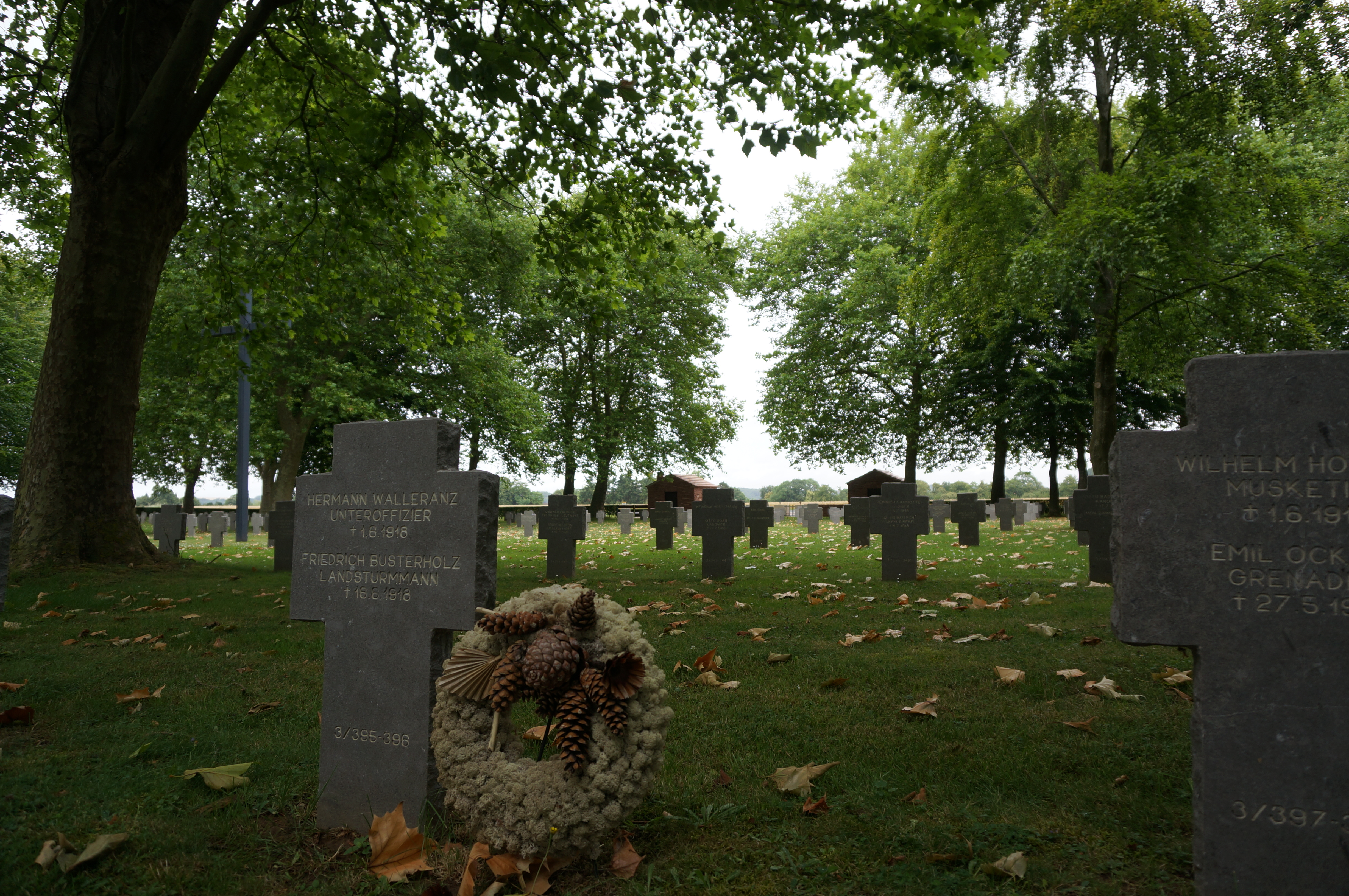
Tombe allemande.

Le cimetière est créé pour recueillir les dépouilles des soldats allemand tombés lors de la Première Guerre mondiale. Les restes de 8 625 soldats allemands y reposent, essentiellement dans deux ossuaires. Les 4 308 tombes individuelles sont matérialisées par des croix en pierre. 22 soldats n'ont pas été identifiés à ce jour. Sur les 4 322 corps inhumés dans les deux ossuaires, seuls 487 ont été identifiés. Parmi les soldats inhumés se trouvent des prisonniers de guerre allemands morts entre la fin 1914 et le début 1918.